# Convallarioideae
Convallarioideae is de botanische naam voor een onderfamilie van eenzaadlobbige planten. Tot voor kort werd deze onderfamilie in de familie Asparagaceae erkend onder de naam Nolinoideae, maar die naam blijkt op heel andere planten betrekking te hebben. 
Deze groep omvat zo'n twee dozijn geslachten die eerder wel tot de families Convallariaceae, Dracaenaceae, Eriospermaceae en Nolinaceae gerekend werden. Dezelfde groep planten vormden in het APG II-systeem (2003) (eventueel) de familie Ruscaceae. Elders werden deze planten wel tot de leliefamilie (Liliaceae) gerekend, bijvoorbeeld door het Cronquist-systeem (1981).
Hier worden behandeld:
- Aspidistra
- Lelietje-van-dalen (Convallaria majalis)
- Dracaena
- Drakenbloedboom (Dracaena draco)
- Polygonatum, geslacht Salomonszegel
- Gewone salomonszegel (Polygonatum multiflorum)
- Kranssalomonszegel (Polygonatum verticillatum)
- Welriekende salomonszegel (Polygonatum odoratum)
- Sansevieria
  - Vrouwentongen (Sansevieria trifasciata)